# 조르당 측도

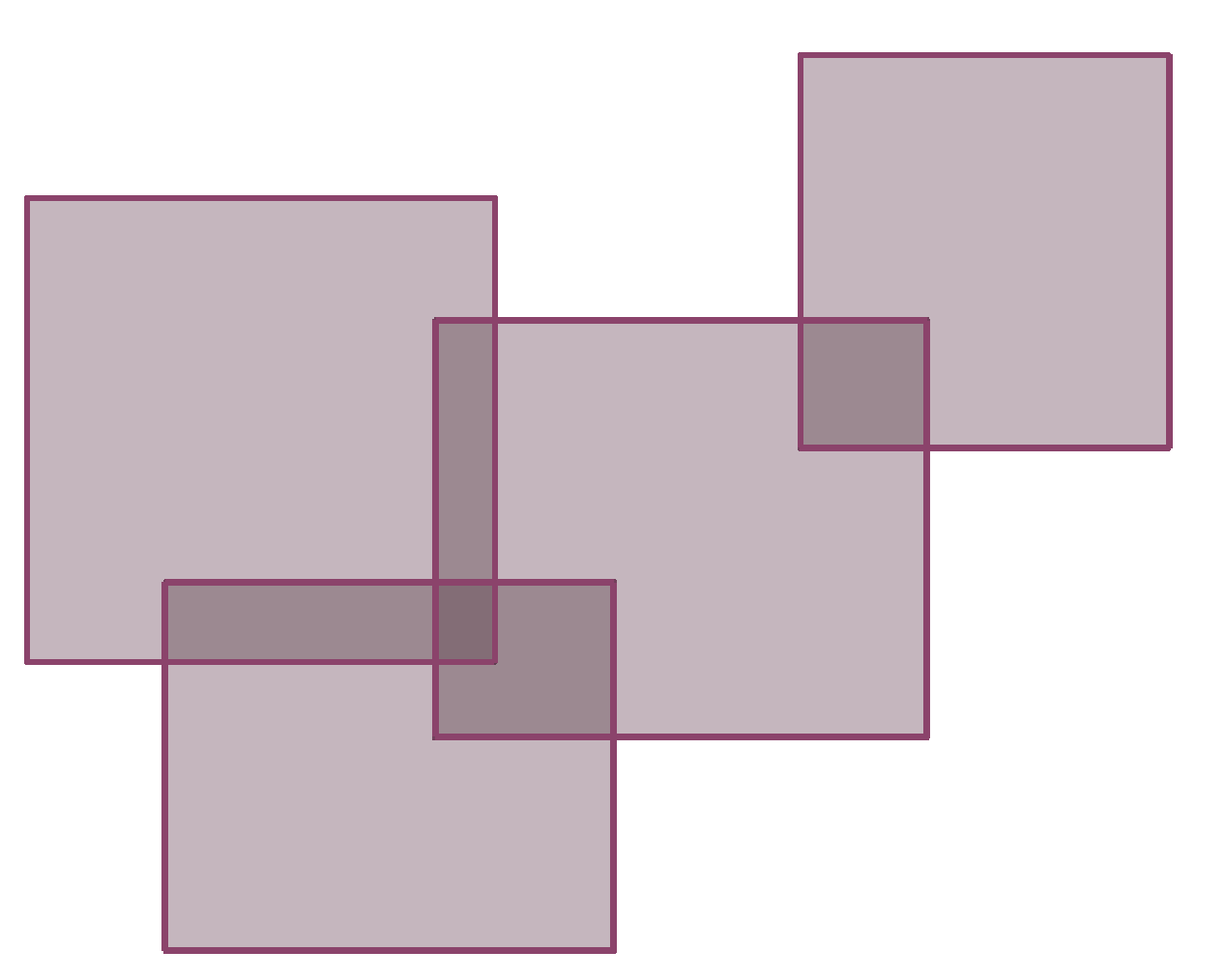
2차원 초등 집합의 예시

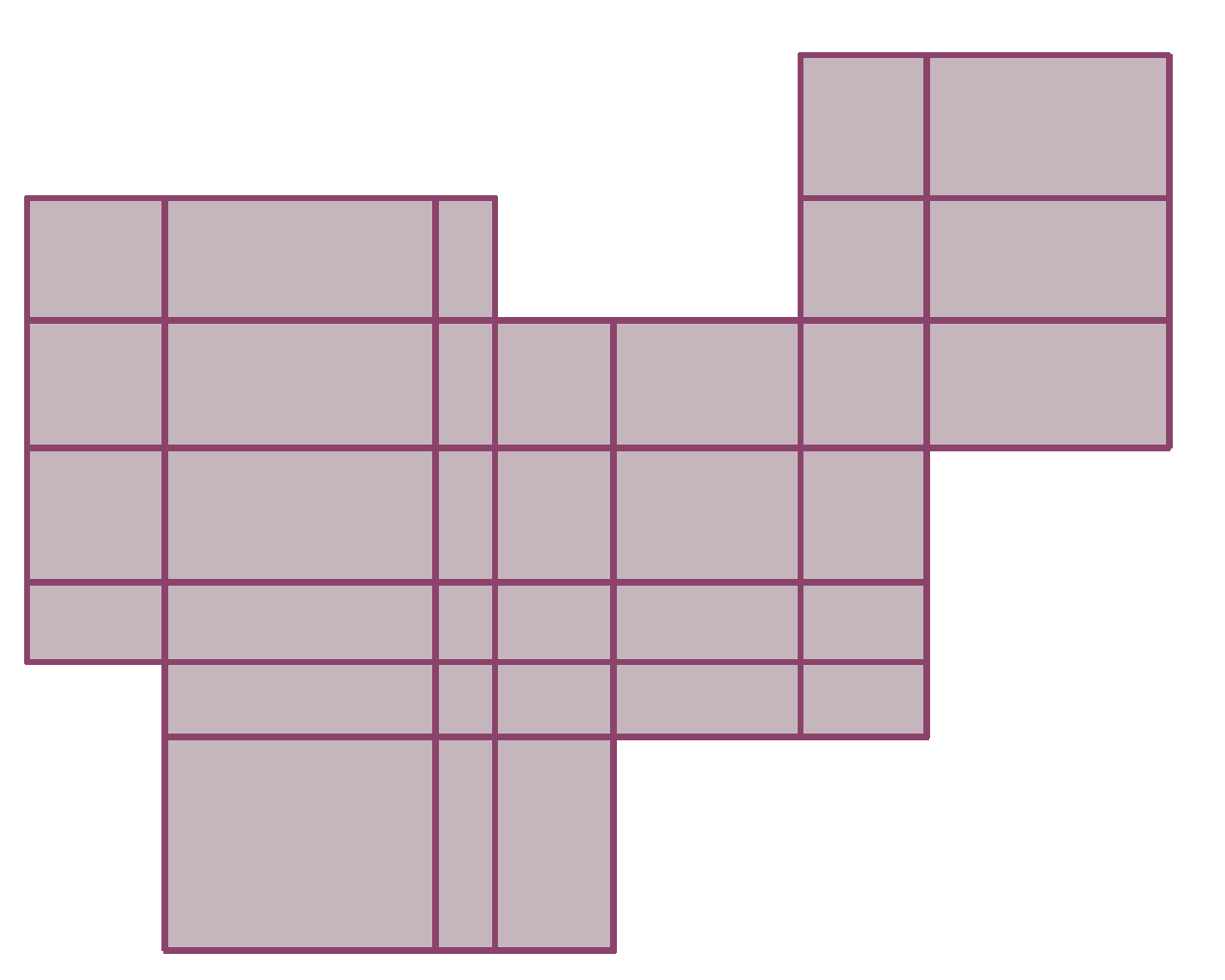
2차원 초등 집합은 유한 개의 서로소 직사각형들의 합집합이다.

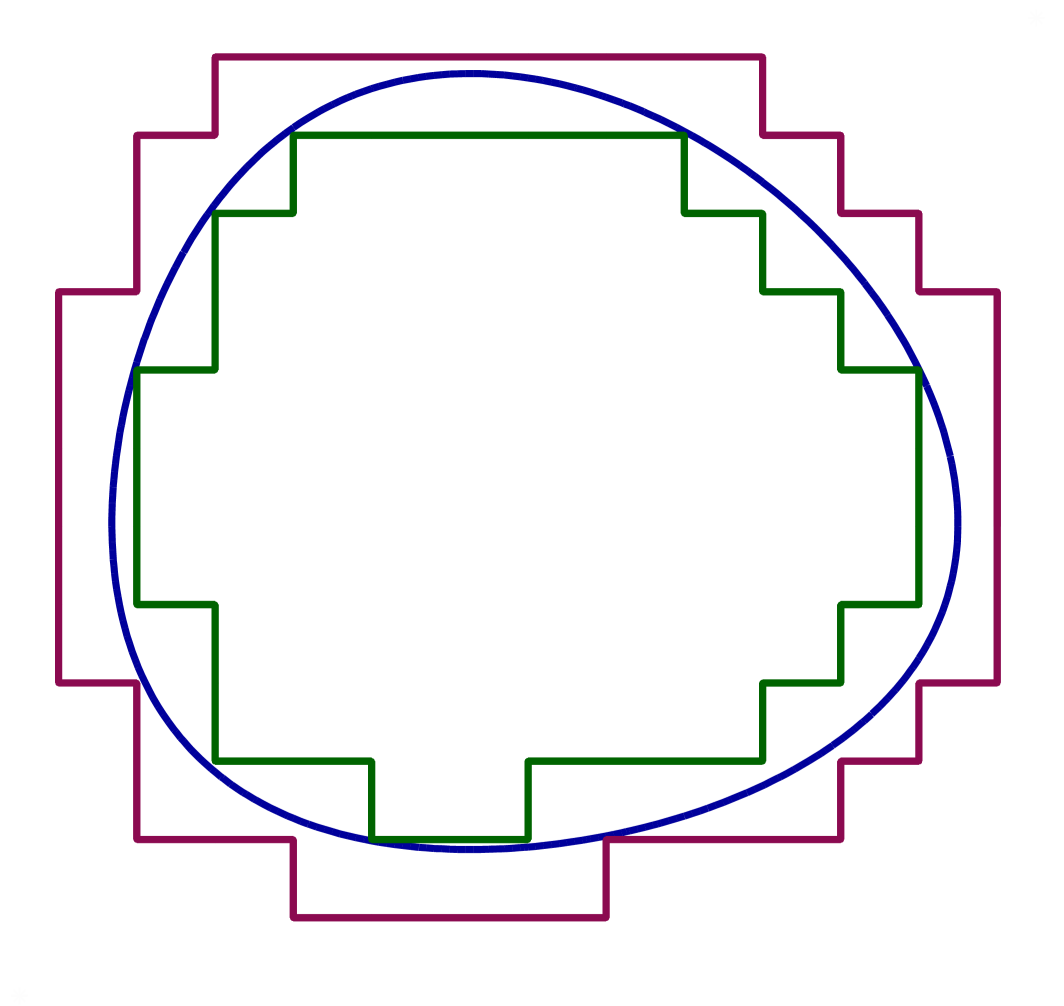
조르당 가측 집합일 필요 충분 조건은 초등 집합을 통해 안과 밖에서 부피를 근사한 결과가 같은 것이다.

해석학에서 조르당 측도(-測度, 영어: Jordan measure) 또는 페아노-조르당 측도(-測度, 영어: Peano–Jordan measure)는 리만 중적분을 정의하는 데 쓰이는 준측도이다.

## 정의

### 조르당 외측도와 조르당 내측도
유클리드 공간 {\displaystyle \mathbb {R} ^{n}} 속 유계 집합 {\displaystyle E\subseteq \mathbb {R} ^{n}}의 조르당 외측도(-外測度, 영어: outer Jordan measure)와 조르당 내측도(-內測度, 영어: inner Jordan measure)는 각각 다음과 같다.
{\displaystyle {\mu _{\operatorname {J} }}^{*}(E)=\inf \left\{\sum _{i=1}^{m}\prod _{j=1}^{n}(b_{ij}-a_{ij})\colon m\in \mathbb {N} ,\;a_{i},b_{i}\in \mathbb {R} ,\;a_{i}\leq b_{i},\;\bigsqcup _{i=1}^{m}\prod _{j=1}^{n}[a_{ij},b_{ij})\supseteq E\right\}}
{\displaystyle {\mu _{\operatorname {J} }}_{*}(E)=\sup \left\{\sum _{i=1}^{m}\prod _{j=1}^{n}(b_{ij}-a_{ij})\colon m\in \mathbb {N} ,\;a_{i},b_{i}\in \mathbb {R} ,\;a_{i}\leq b_{i},\;\bigsqcup _{i=1}^{m}\prod _{j=1}^{n}[a_{ij},b_{ij})\subseteq E\right\}}
여기서 {\displaystyle \textstyle \bigsqcup }은 분리 합집합이다.

### 조르당 가측 집합
유클리드 공간 {\displaystyle \mathbb {R} ^{n}} 속의 초등 집합(初等集合, 영어: elementary set)은 구간의 곱집합들의 유한 합집합으로 나타낼 수 있는 부분 집합이다.
유클리드 공간 {\displaystyle \mathbb {R} ^{n}} 속 유계 집합 {\displaystyle E\subseteq \mathbb {R} ^{n}}에 대하여, 다음 세 조건이 서로 동치이며, 이를 만족시키는 {\displaystyle E}를 조르당 가측 집합(-可測集合, 영어: Jordan measurable set)이라고 한다.
- {\displaystyle {\mu _{\operatorname {J} }}^{*}(E)={\mu _{\operatorname {J} }}_{*}(E)}
- {\displaystyle {\mu _{\operatorname {J} }}^{*}(\partial E)=0}
- 임의의 양의 실수 {\displaystyle \epsilon >0}에 대하여, {\displaystyle A_{\epsilon }\subseteq E\subseteq B_{\epsilon }}이며 {\displaystyle {\mu _{\operatorname {J} }}^{*}(B_{\epsilon }\setminus A_{\epsilon })<\epsilon }인 초등 집합 {\displaystyle A_{\epsilon },B_{\epsilon }\subseteq \mathbb {R} ^{n}}이 존재한다.

여기서 {\displaystyle \partial E}는 {\displaystyle E}의 경계이다.

### 조르당 측도
조르당 가측 집합 {\displaystyle E\subseteq \mathbb {R} ^{n}}의 조르당 측도는 다음과 같다.
{\displaystyle \mu _{\operatorname {J} }(E)={\mu _{\operatorname {J} }}^{*}(E)={\mu _{\operatorname {J} }}_{*}(E)=\lim _{\epsilon \to 0}\mu _{\operatorname {J} }(A_{\epsilon })=\lim _{\epsilon \to 0}\mu _{\operatorname {J} }(B_{\epsilon })}

## 성질

### 연산에 대한 닫힘
조르당 가측 집합들은 각각 집합환을 이룬다. 즉, 유한 합집합, 유한 교집합, 차집합에 대하여 닫혀 있다. 임의의 조르당 가측 집합 {\displaystyle E\subseteq \mathbb {R} ^{n}}에 대하여, {\displaystyle E}의 조르당 가측 부분 집합들은 집합 대수를 이룬다.

### 르베그 측도와의 관계
조르당 측도는 조르당 가측 집합들의 집합환 위의 준측도를 이룬다. 모든 조르당 가측 집합은 르베그 가측 집합이며, 조르당 가측 집합의 조르당 측도는 르베그 측도와 일치한다. 따라서 대부분의 경우 조르당 측도 대신 르베그 측도를 사용하여도 무방하다.

### 조르당 가측 집합일 충분 조건
집합 {\displaystyle K\subseteq \mathbb {R} ^{n}}이 다음 두 조건을 모두 만족시킨다면, 조르당 가측 집합이다.:237, Exercise 3.10.75
- {\displaystyle K}는 콤팩트 집합이다. (하이네-보렐 정리에 따라 이는 유계 닫힌집합과 동치이다.)
- 임의의 {\displaystyle x,y\in \mathbb {R} ^{n}}에 대하여, {\displaystyle \{t\in \mathbb {R} \colon x+ty\in K\}}는 유한 개의 구간의 합집합이다.

## 예
집합
{\displaystyle [0,1]\cap \mathbb {Q} \subseteq \mathbb {R} }
는 조르당 가측 집합이 아니다. 이는 조르당 외측도와 내측도가 각각 1, 0이기 때문이다. (또는 그 경계 {\displaystyle [0,1]}의 조르당 측도가 1이기 때문이다.) 이 집합은 가산 개의 한원소 집합의 합집합이므로, 르베그 가측 집합이며, 그 르베그 측도는 0이다. 모든 한원소 집합은 (조르당 측도가 0인) 조르당 가측 집합이므로, 조르당 가측 집합은 가산 합집합에 대하여 닫혀 있지 않으며, 시그마 대수를 이루지 않는다.

## 역사
주세페 페아노와 카미유 조르당이 도입하였다.

## 참고 문헌
1. ↑  Bogachev, Vladimir I. (2007). 《Measure theory. Volume I》 (영어). Berlin, Heidelberg: Springer. doi:10.1007/978-3-540-34514-5. ISBN 978-3-540-34513-8. LCCN 2006933997.
2. ↑  Peano, Giuseppe (1887). 《Applicazioni geometriche del calcolo infinitesimale》 (이탈리아어). Torino.
3. ↑  Jordan, Camille (1893–1896). 《Cours d'analyse de l'École polytechnique. T. 1–3》 (프랑스어) 2판. Paris.